# Parc naturel Laguna de Gómez

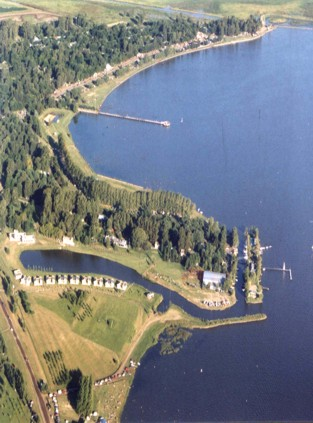
Vue aérienne de la zone centrale du parc.

Le parc naturel de la Laguna de Gómez (en espagnol : Parque Natural Laguna de Gómez), en Argentine, se trouve au sud-ouest de la ville de Junín, dans la province de Buenos Aires, où il occupe plus de 200 hectares sur les bords du lac de Junín, également appelé Laguna de Gómez.

## Accès
L'accès est très facile, car il est situé à 12 km du centre de la ville et à 8 km de la route internationale no 7. Son accès est asphalté et bordé de belles et pittoresques constructions.

## Tourisme
C'est la principale attraction touristique de la région, et les services touristiques y sont nombreux. Parmi eux, il y a des restaurants, des téléphones, de l'assistence médicale, des 
magasins pour s'approvisionner, la police et la possibilité de louer des embarcations. Le parc offre diverses possibilités d'hébergement et différentes alternatives pour la pratique des sports. Un agenda bien rempli d'évènements fait partie de l'offre touristique. 

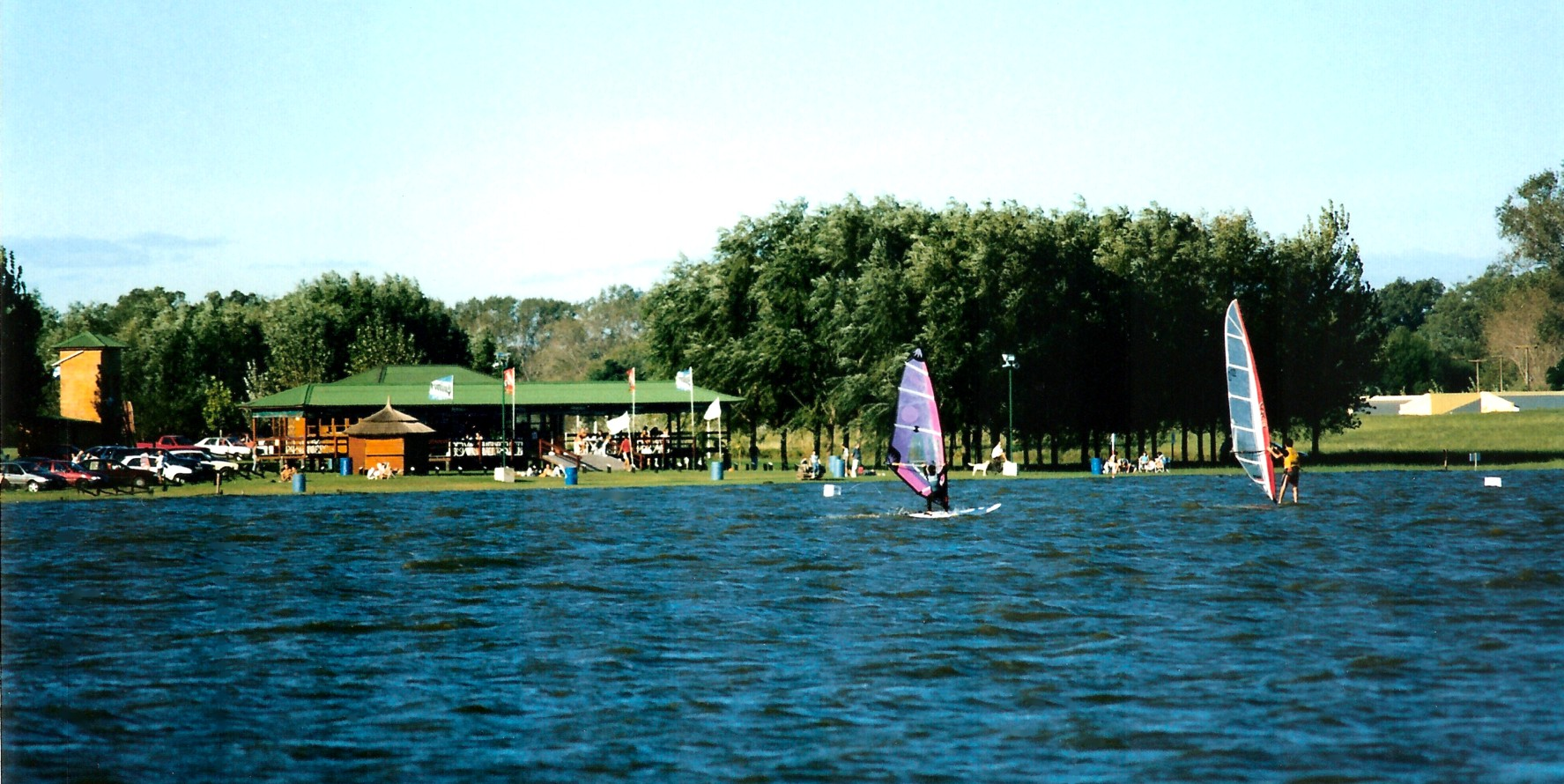
Parador dans la zone du chemin côtier.

## Sports
- Sports nautiques : Ski nautique, yachting, motos, jet ski et windsurf. Le Club Nautique de Junín y a ses installations (Il possède restaurant et camping).

- Club de planeurs : Vols en planeur ou petit avion sur la lagune et la ville de Junín.

- Auto Moto Club, avec l' Autódromo Regional del Oeste.

- La pêche : La Laguna de Gómez est un classique de la pêche sportive. Dans ses eaux abondent les pejerreys "flecha de plata" (flèche d'argent) ou odontesthes bonariensis, l'espèce de poisson la plus importante de la province tant du point de vue commercial que sportif.

## Hébergement
Il existe dans le parc un complexe de bungalows, plus de 100 cabañas et 11 campings organisés. De plus le camping agreste est autorisé dans certains secteurs. Pour le confort 
des campeurs, il existe 6 pavillons de bains publics avec douches, et plus de 300 grils. 